# Torre del Palau d'Antella
La Torre del Palau d'Antella és l'únic element que persisteix l'antic palau senyorial d'Antella, construït durant els  assentaments àrabs; presenta grans proporcions i està dotat d'àmplies cambres. El palau senyorial s'aixecava davant de la plaça de l'Església, amb una façana de 34 metres i una posterior que dona a la séquia de la població. D'aquest edifici, se sap comptava amb grans estances, almàssera pròpia, quadres, graner, etc.
És bé d'interès cultural amb número RI-51-0010661.
Es tracta d'una potent construcció (en maó i maçoneria) de planta quadrada i uns sis metres de costat a la base. Compta amb planta baixa i tres pisos, sala superior voltada i terrassa a la qual s'accedeix per escala helicoïdal interior. Una petita talaia corona l'edifici. El seu estat de conservació és força bo, tot i no haver estat reconstruïda.
Sota la protecció de la Declaració genèrica del Decret de 22 d'abril de 1949, i la Llei 16/1985 sobre el Patrimoni Històric Espanyol, amb l'anotació n º RI-51-0010661, des de l'any 2001.

## Localització
El palau senyorial d'Antella es troba embegut en un dels edificis de la plaça principal, al carrer de Sant Rafael 22, situat davant de l'església de la localitat del mateix nom, a la comarca de la  Ribera Alta de la província de València.
L'any 1845, segons explica Pascual Madoz, la torre del palau servia de miramar per tal de gaudir del panorama de la perspectiva que d'allà s'oferia. Es refereix també al palau dient que es tracta d'un edifici de grans dimensions, amb salons i altres dependències, habitatges interiors, un oratori, grans cavallerisses, una almàssera i una presó pública.

## Història
Els orígens d'Antella es remunten a un poblat musulmà anterior a la conquesta anomenat Xarquia, que va haver de ser abandonat per les contínues  inundacions del riu Xúquer. Els seus pobladors van construir la nova vila en un lloc més elevat sobre la llera del riu. Un dels primers senyors d'Antella va ser Guillem de Fabra, a qui Pere III d'Aragó, fill de Jaume I, li dona el lloc d'Antella com a premi per haver-li ajudat a sotmetre els moros d'Alcoi i de Cocentaina, que s'havien revoltat sota el comandament d'Al-Azraq, a finals de juliol i principis d'agost de l'any 1276. S'ignora si Guillem de Fabra va residir al palau, ja que també li van ser donats altres llocs com Tous i Carlet. El rei Martí I d'Aragó va vendre a Joan Gascó l'any 1408 una sèrie de drets sobre Antella; seguint aquesta pràctica el rei Joan II d'Aragó, en 1467, va vendre a Miquel Joan Cerveró la jurisdicció militar i civil sobre aquest i altres llocs. A 1568 se li va concedir el títol de baró d'Antella al cavaller Miquel Salvador.  En 1609 van ser expulsades les cent setanta famílies morisques que ho habitaven. El 22 de juliol de 1610, Francisco Salvador Marrades (tercer baró d'Antella), concedia pobla per a la seva repoblació a cinquanta-set famílies de cristians, obligant-los a satisfer un elevat tribut en fruits. Encara que gairebé tots els barons d'Antella residien a València, el cinquè baró, Vicente Castellví, va residir almenys gran part de la seva vida. Segons explica la tradició a aquest últim en la capella del palau se li va aparèixer el Crist de "L'Agonia", el qual li va dir que col·loqués la seva imatge en l'ermita que s'hauria de fundar. Posteriorment el títol va passar a les famílies Dassió, Ferrer de Pròxita, Roca, Ortiz de Rodrigo i Rovira. Antella, malgrat el canvi d'ubicació ha patit diverses inundacions, algunes de les quals van afectar profundament a la població al segle xix.

## Descripció
L'estructura de la torre és típicament mudèjar, i per això ha estat datada de temps anteriors a la Reconquesta, i va ser aprofitada posteriorment com a element defensiu del desaparegut palau senyorial.
Es tracta d'una robusta torre de maó i maçoneria la construcció es remunta a temps anteriors a la Reconquesta, i que va ser reutilitzada en el, avui dia, desaparegut palau senyorial d'Antella.
Del palau únicament queda avui la torre que es troba en un dels vuit habitatges que han substituït al palau. La potent torre té de base 6 x 5,57 metres, mesurant els seus murs en planta baixa 1,25 metres de gruix i una alçada de més de 32 metres. En una llinda d'una finestra d'aquesta planta hi ha una mostra de la varietat de rajoletes de ceràmica amb què estaven adornades les seves parets interiors. La primera sala de la torre, l'accés a la qual es realitza per dins de la casa adossada, té una alçada de 2,70 metres i una superfície de 10,70 metres quadrats. A través d'una escala que condueix a una dependència situada fora del recinte de la torre, s'inicia l'ascensió a aquesta, havent de tornar al primer pis de la torre les mides interiors són 4,55 x 5,30, baixant tres escalons d'una petita escala de fusta. Aquesta sala, que és la més alta de les quatre, que té en total, acaba en una volta, protegida amb un arc  ovalat, sent la seva altura superior a 10 metres. A l'angle baix que mira a l'est i en un espai d'1,45 metres quadrats, s'inicia l'escala de cargol, que formada per esglaons de pedra de carreu ens permet pujar fins al mirador talaia que corona el cim de la torre. Per aquesta escala, que rep llum de l'exterior per mitjà de dos petits finestrals, es continua pujant fins al pis superior, les mesures són iguals al de sota, però la seva altura disminueix a 7 metres. En aquesta sala es troben bancs d'obra adossats a les parets. Es continua pujant per l'estreta escala fins a arribar a l'últim pis, que mesura 5,10 x 5,83 i té una teulada en desnivell des del nord-oest amb una alçada de 7,50 metres, cap al sud-est l'altura és de 5 metres. Des d'aquesta planta s'albira una bella panoràmica pels quatre punts cardinals, existint una petita talaia sobre la teulada, d'1,65 metres de llarga, des d'on s'observa la part nord, que era l'única via d'accés a la població.